# Це (1927 фільм)
Це (стилізований у лапках) — американський німий фільм 1927 року режисерів Кларенса Г. Баджера та Йозефа фон Штернберга з Кларою Боу в головній ролі. Він заснований на однойменній серіалізованій новелі, перевиданій у «Воно» та інших оповіданнях» (1927) Елінор Глін, яка адаптувала історію та з’являється у фільмі як вона сама.
Фільм став касовим хітом і став зіркою Боу, перетворивши її на одну з найпопулярніших актрис епохи. Це популяризувало концепцію «it girl», а термін «ця дівчина» надовго стало означати «дівчину, яка притягує всіх інших своєю магнетичною силою»
| Режисер        | Clarence G. BadgerJosef von Sternberg, немає в титрах               |
| Написано       | Елінор Глін (оповідання та адаптація)Джордж Меріон молодший (назви) |
| Автор сценарію | Хоуп ЛорінгЛуїс Д. Лайтон                                           |
| На основі      | ЦеЕлінор Глін                                                       |

| Тривалість роботи | 72 хв.                                     |
| Країна            | Сполучені Штати                            |
| Мови              | Тихіанглійські інтертитри                  |
| Каса              | 1 мільйон доларів (прокат у США та Канаді) |

| У головних ролях | Клара БоуАнтоніо МореноВільям Остін |

Афіша кінотеатрального випуску

Світова прем'єра фільму відбулася в Лос-Анджелесі 14 січня 1927 року, після чого відбувся показ у Нью-Йорку 5 лютого 1927 року. Для широкого загалу він вийшов 19 лютого 1927 року.

## Сюжет
Нахабна продавчиня Бетті Лу Спенс (Клара Боу) закохана у свого гарного роботодавця Сайруса Волтема-молодшого (Антоніо Морено), нового менеджера та спадкоємця «найбільшого у світі магазину». Однак вони належать до різних соціальних класів, і він уже пов’язаний романтично з білявою світською левицею Аделою Ван Норман (Жаклін Гедсден). Невмілий друг Сайрус, Монті (Вільям Остін), помічає Бетті, і вона використовує його, щоб наблизитися до Сайруса.
Коли Бетті нарешті привертає увагу Сайруса, вона переконує його взяти її на побачення на Коні-Айленд, де він познайомиться з пролетарськими задоволеннями від американських гірок і хот-догів і чудово проведе час. Наприкінці вечора він намагається її поцілувати. Вона б'є його по обличчю і поспішає з його машини до своєї квартири, але потім визирає на нього у вікно, коли він йде.
Наступного дня працівники соціального забезпечення намагаються забрати дитину хворої сусідки по кімнаті Бетті Моллі (Прісцілла Боннер). Щоб захистити свою подругу, Бетті сміливо стверджує, що дитина насправді належить їй. На жаль, це випадково чує Монті, який розповідає Сайрусу. Попри те, що він закоханий у неї, Сайрус пропонує їй «домовленість», яка включає все, крім шлюбу. Шокована і принижена Бетті Лу відмовляється. Невдовзі вона намагається забути все випробування, яке коли-небудь сталося, на час забувши про Сайруса. Коли вона дізнається від Монті про непорозуміння Сайруса, вона розлютилася і присягається провчити свого колишнього кавалера.
Коли Сайрус організовує екскурсію на яхті, Бетті Лу змушує Монті взяти її з собою під виглядом «міс Ван Кортленд». Сайрус спочатку хоче забрати її з корабля, але він не може довго чинити опір Бетті Лу; зрештою він загнав її в кут і запропонував одружитися, але вона повернула його, сказавши йому, що «радше вийде заміж за його службовця», що досягає її мети, але розбиває їй серце. Потім він дізнається правду про дитину і залишає Монті за штурвалом яхти, щоб знайти її. Монті розбиває яхту об рибальський човен, викидаючи Бетті Лу та Аделу у воду. Бетті Лу рятує Аделу, вдаривши її кулаком по обличчю, коли та в паніці погрожує втопити їх обох. Наприкінці фільму вони з Сайрусом миряться на якорі яхти, з першими двома літерами корабля., між ними. Монті та Адела засмучені втратою своїх друзів, але мається на увазі, що наприкінці фільму вони продовжують стосунки один з одним.

Рекламні фотографії
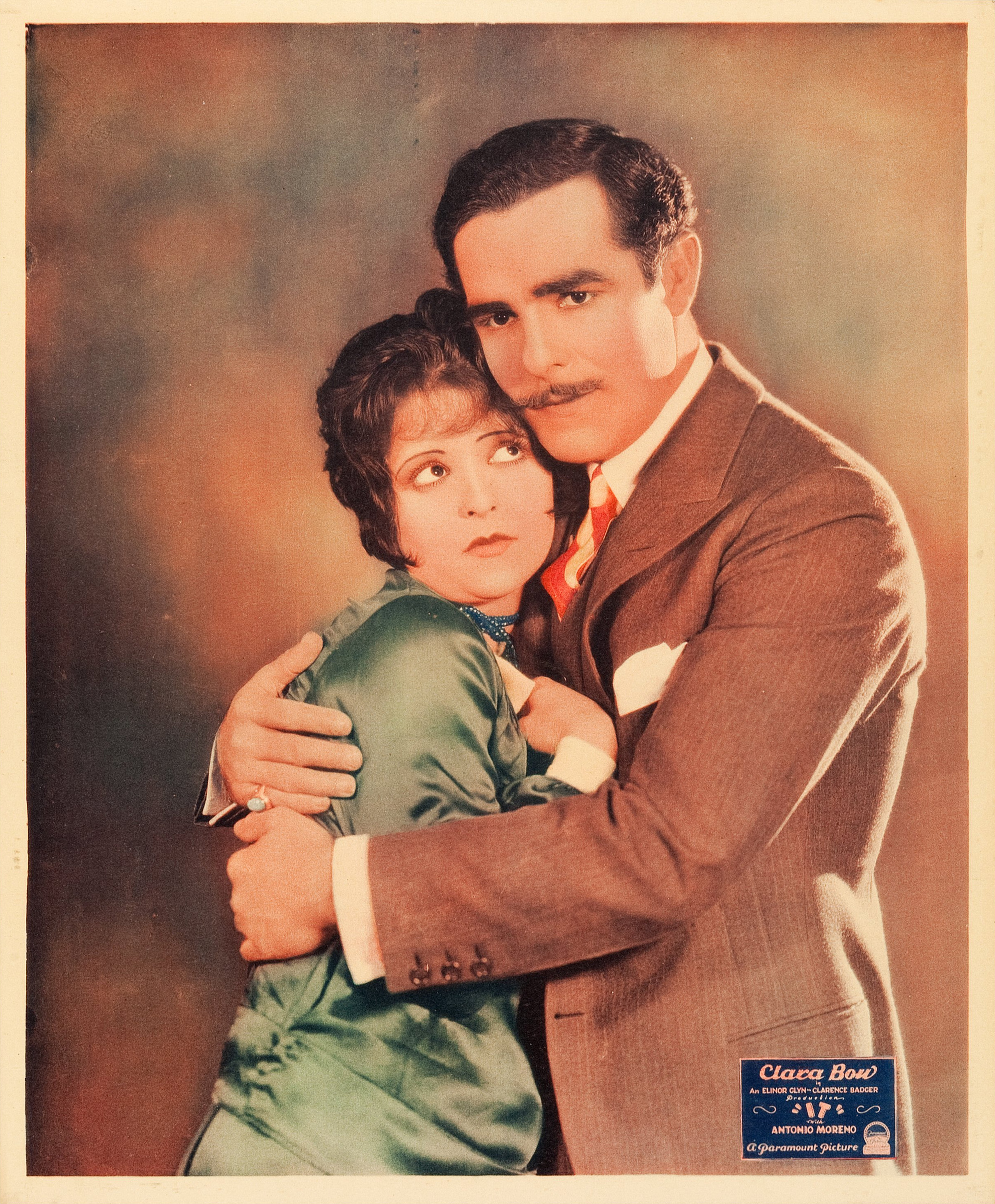
Боу та Антоніо Морено в ролі Сайруса Волтема
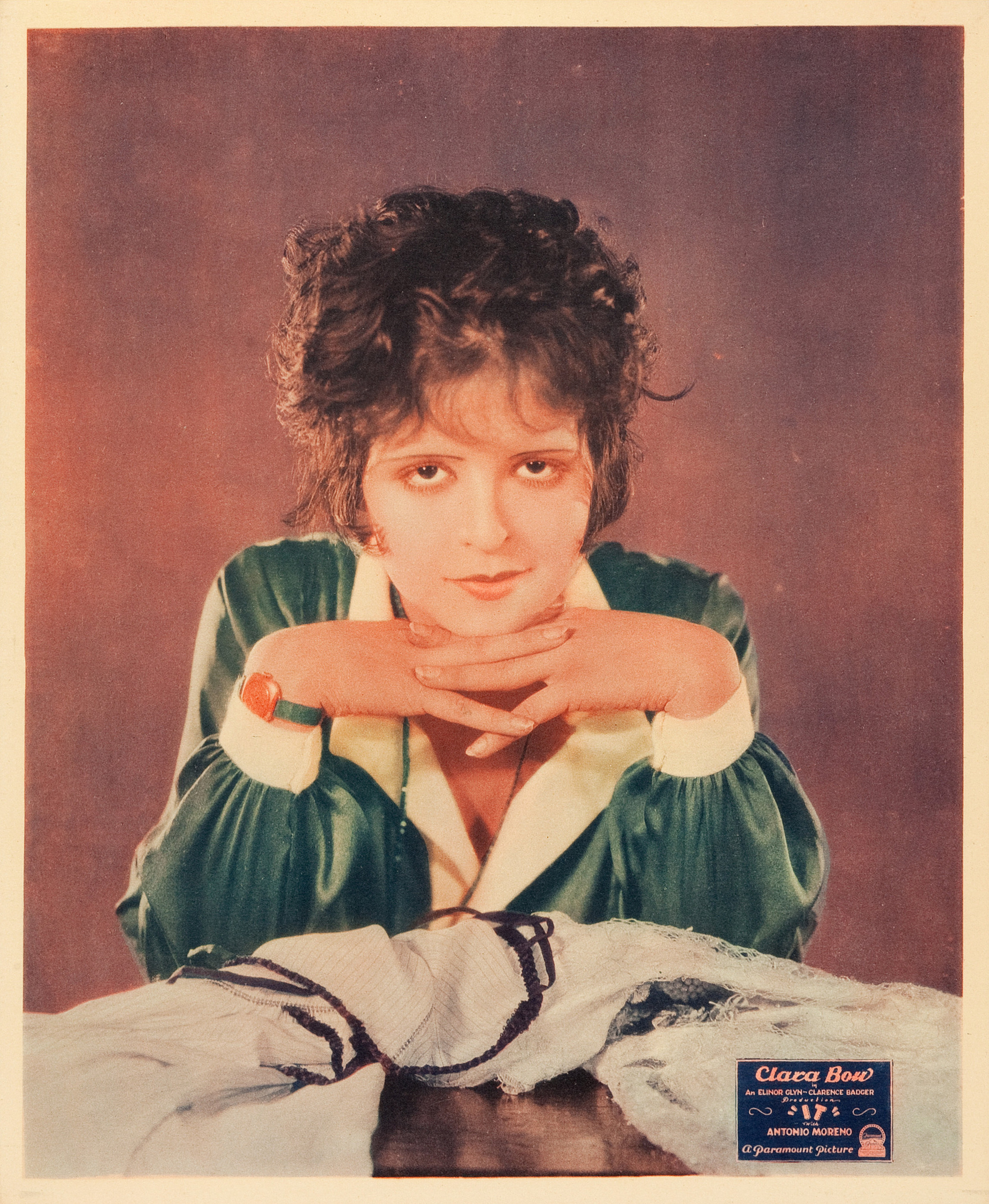
Боу
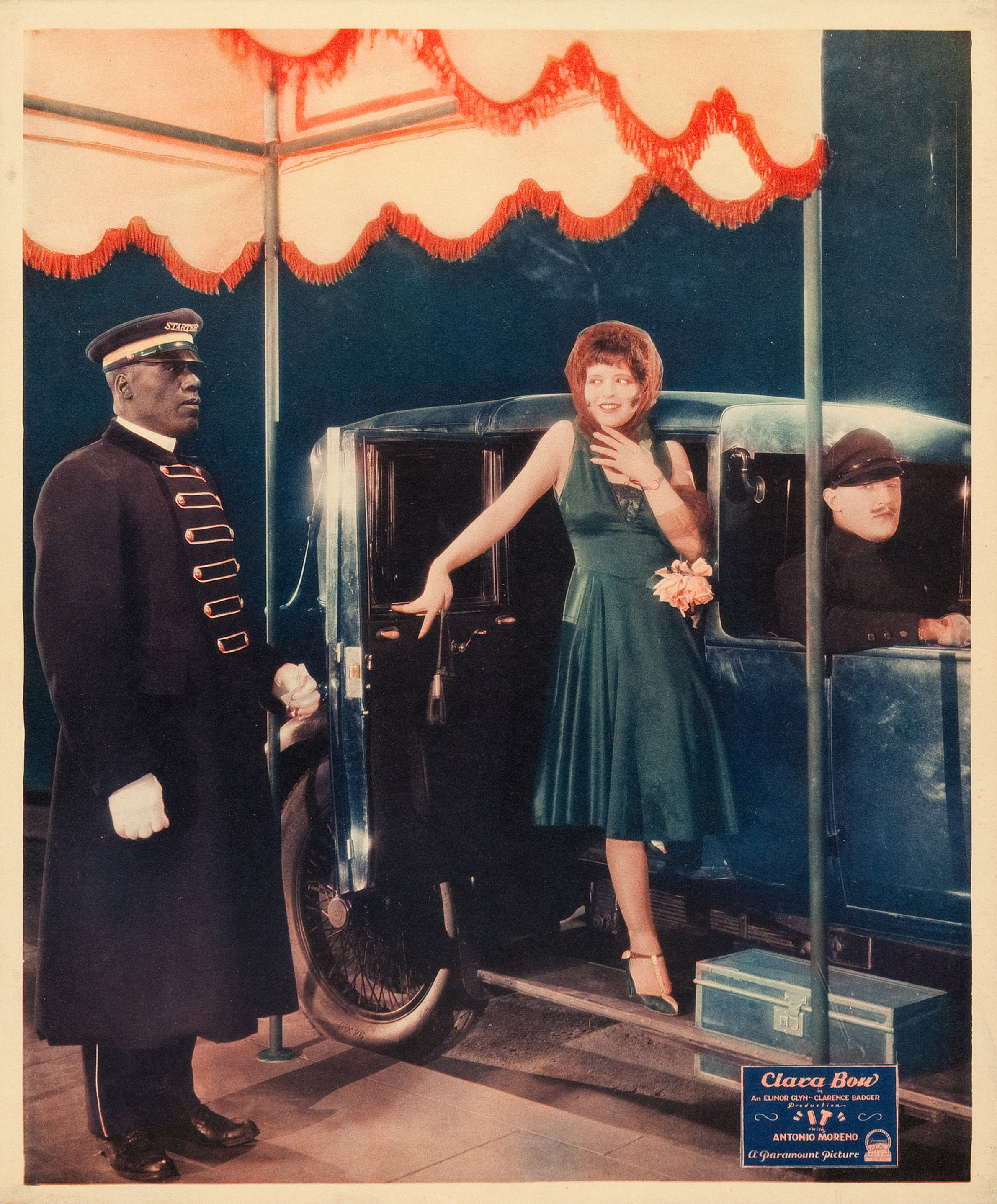
Боу
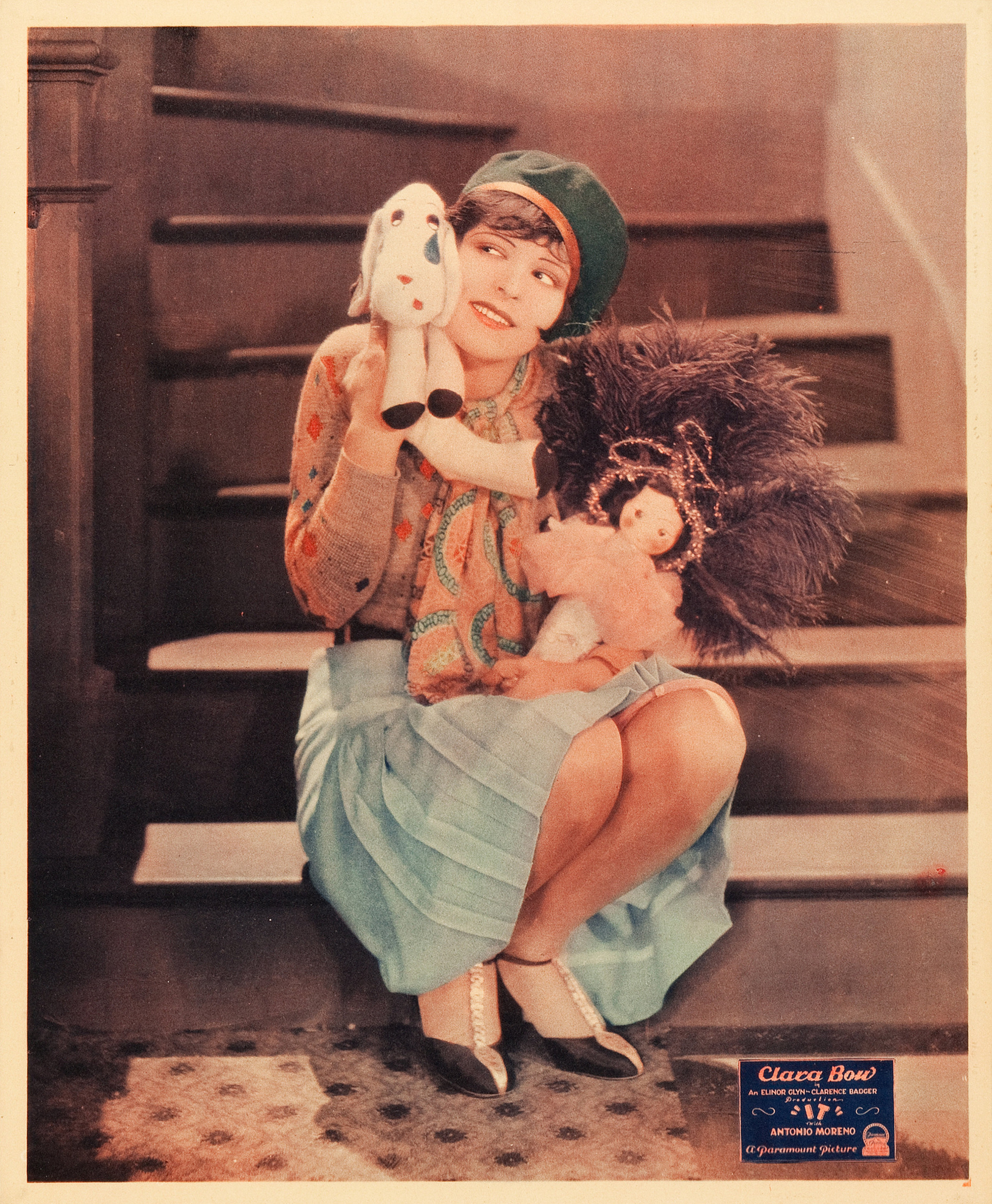
Клара Боу в ролі Бетті  Лу Спенсер

## Виробництво
Студія Paramount Pictures заплатила Ґлін 50 000 доларів за концепцію, дала їй невелику роль у фільмі в ролі неї самої та відзначила її «історією та адаптацією». 
Хоуп Лорінг, Луїс Д. Лайтон і Джордж Меріон-молодший написали сценарій, а Карл Сендбург зазначив, що журнальна історія Гліна «зовсім не схожа на фільм, не схожа на нього ні в якому разі».  У оригінальній версії історії персонаж із магнетичною особистістю був чоловіком. Продюсери Paramount запропонували персонажа жіночого роду. Також оригінальний жіночий персонаж, Ава Клівленд, належала до вищого класу, тоді як Бетті Лу належала до робітничого класу. 

## Актори
- Клара Боу в ролі Бетті Лу Спенс
- Антоніо Морено — Сайрус Т. Уолтем
- Вільям Остін в ролі «Монті» Монтгомері
- Прісцилла Боннер у ролі Моллі
- Жаклін Гедсдон — Адела Ван Норман
- Джулія Суейн Гордон — місис Ван Норман
- Елінор Глін — мадам Елінор Глін
- Гері Купер — репортер

1. ↑  Badger, Clarence G.; Sternberg, Josef von; Austin, William (15 лютого 1927), It, Paramount Pictures, процитовано 7 березня 2024